# ネバドデルルイス火山

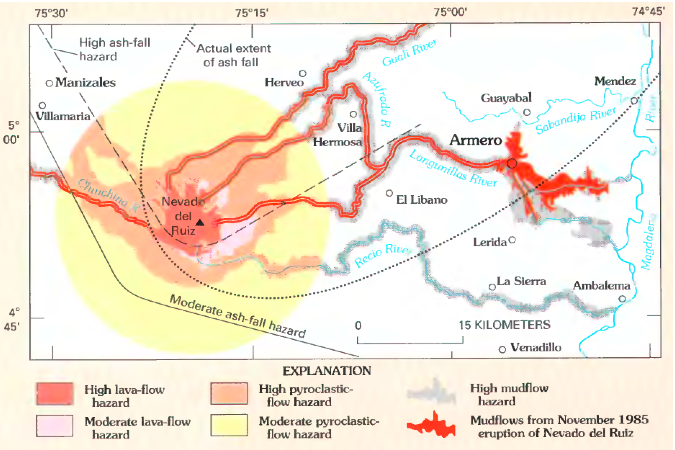
ネバドデルルイス山のハザードマップと実際の被害地域（赤線）。泥流による被害予想地域（灰色の線）と完全に符合しているのがわかる

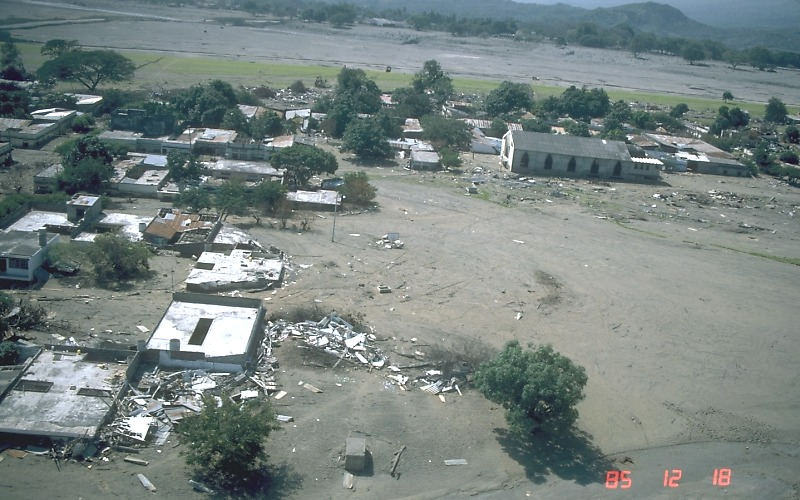
泥流に埋め尽くされたアルメロの市街地（1985年12月18日撮影）

ネバド・デル・ルイス火山（ネバドデルルイスかざん、スペイン語: Nevado del Ruiz）は、コロンビア・カルダス県のアンデス山脈中にある活火山。別名ラ・メサ・デ・エルベオ（La Mesa de Herveo）、地元インディヘナの言葉でクマンダイ（Kumanday）とも呼ばれる。
同国の火山の中で最も北に位置し、赤道直下ながら山頂付近は雪に覆われており、噴火のたびに融けた雪と火山噴出物による泥流（ラハール）が発生する。
1985年の噴火による災害アルメロの悲劇以降、近隣の住民から火山は「眠れる獅子」と呼ばれるようになった。

## 1985年の噴火
過去に1595年と1845年に大噴火し、泥流によりそれぞれ636人、約1000人の死者を出していたが、1985年当時トリマ県アルメロの街は、1845年の泥流による堆積物の上にあった。
1984年11月、ネバドデルルイスは約140年ぶりに噴火活動を開始。翌1985年9月11日、水蒸気爆発により泥流が発生して西側斜面を27km流下した。西側にはマニサレスという人口約35万人の都市があったが、水系が異なることもあり被害は受けなかった。10月7日、コロンビア国立地質鉱山研究所がアメリカの火山学者の指導の下にハザードマップを作成・公表し、地方自治体や関係諸機関に配布したが、噴火が一時沈静化していたことなどからほとんど評価されなかった。このマップはアルメロに泥流が及ぶことを示していた。アメリカ地質調査所（USGS）は新たに火山性地震の専門家を現地に派遣しようとしていたが、コロンビア最高裁占拠事件の影響で中止された。
そして11月13日15時過ぎ、本格的な噴火が起き、21時頃に最高潮に達した。噴火自体は「やや大規模（火山爆発指数3）」という程度のものだったが、この際発生した火砕流により雪や氷が溶け、東側斜面に大量の泥流が発生した。流下する泥流は最大幅50mに及び、発生から2時間半で100km以上の距離を流下して麓のアルメロを直撃した。その被害は甚大で、人口28,700人の約4分の3にあたる21,000人が死亡した。これを含め噴火による被害は死者23,000人、負傷者5,000人、家屋の損壊5,000棟となり、20世紀における火山噴火で2番目の被害者を出した（第1位はプレー山の噴火（1902年、約30000人））。
生還を果たした人たちによると、再度の噴火の可能性等の警告が行われたが、以前から偽情報が多く流れていたため、あまり聞き入れられなかった。さらに、市民のパニックを恐れた市長（被災により死亡）がラジオで「噴火はない」と終始放送を続け、その日の祭りのために近隣の住民が駆けつけたことも被害を大きくした。このことから、2008年2月12日にUNESCOは国際惑星地球年の一環として、「正確な知識の不足と情報伝達の不備による世界最悪の人災による悲劇」のワースト5の一つとしてこの噴火災害を認定している。
被災した市街は、1990年代の中頃になっても6m以上の火山灰や瓦礫に埋もれたままで、簡素な野生動物除けのフェンスに囲まれ小さな木が育ち始めていた。地元の住民が建築資材として付近の石材を採取するたびに犠牲者の遺骨が見つかり、この地に点在する霊廟へと納められた。
現在、アルメロの街は被災地の北約8kmに移転しており、旧市街地は再建されることなく墓地として保全され、今でも多くの遺体が眠っている。
この災害の復旧には、その年のコロンビアのGNPの約20%にあたる77億ドルが費やされた。

### 救援活動
この災害でアメリカは100万ドル以上の援助（現在の価値で240万ドル相当）を費やし、コロンビア駐在の米国大使Charles S. Gillespie、Jrは25,000ドル（60,000ドル）をコロンビアの災害援助機関に寄付した。
アメリカ合衆国国際開発庁（AID）はUSGSの職員1人とAID災害救援の専門家およびパナマからの支援と医療関係者、12機のヘリコプターを派遣した。
その後、米国はテント500、毛布2250枚、テント修理キットと追加の航空機および支援物資をコロンビアに送った。
エクアドルは移動病院を派遣し、アイスランドの赤十字は4650ドル（11,200ドル）の義援金を送金した。
フランスは1300のテントと医薬品を送った。
日本は125万ドル（現在の価値で301万ドル）と8名の医師、看護師、技術者、さらに50,000ドル（123,000ドル）を国連を通じてコロンビアに送った。
ライオンズクラブは50,000ドル（123,000ドル）を寄付した。
ベルギーのフィリップ皇太子は被災地を慰問した。
24の国が災害の生存者の救助と支援に貢献した。

### 犠牲者
1985年の噴火では、アルメロの人々が火山灰の泥濘に埋もれ身動きが取れなくなり、救助も行えないまま多くが死亡した。中でも、13歳の少女オマイラ・サンチェスは下半身が水中で瓦礫に挟まれ首と手だけが水の上に出た状態で、重機も近づけず人力だけでは救助に至らず、3日後の11月16日に衰弱死した。生きる希望や家族への思いを述べながら諦めずに救助を待つサンチェスの映像は世界中に中継され続け、その写真や最後に息を引き取った後水の中に沈んでゆく映像は、災害の衝撃と悲劇を伝えた。

## 参考書籍
- 『火山に魅せられた男たち』（ディック・トンプソン、山越幸江・訳、地人書館、ISBN 4-8052-0726-4）